# Mikko Kuronen
,
Mikko Kuronen, född 1969, forskar i fonetik, främst inlärning av andraspråksuttal och variation av uttal inom svenska, sedan 1993.
Han har fått finansiering från Svenska litteratursällskapet i Finland för ett forskningsprojekt FOKUS på uttalsinlärning i andraspråk (2015–2019). Projektet syftar till att med hjälp av forskningsbaserad kunskap om L2-uttal (med tonvikt på svenska) kunna bidra till utveckling av uttalsundervisning i andraspråk.
Han har fått också finansiering från Finlands Akademi för forskningsprojekten DigiTala (2019–2023) och AASIS (2023–2027). Partners i dessa projekt är Helsingfors universitet och Aalto-universitetet. Projekten syftar till att utveckla automatisk bedömning och övning av uttal och muntlig färdighet i andraspråk.

## Utbildning
Kuronen studerade vid universitetet i Tammerfors, där han avslutade sin magisterexamen 1993 och sin licentiatexamen 1997. Kuronen studerade också vid universitetet i Jyväskylä, där han avslutade sin doktorsexamen 2000.

## Avhandlingar
- Kuronen, Mikko (2000). Vokaluttalets akustik i sverigesvenska, finlanssvenska och finska. Jyväskylä universitet. ISBN 951-39-0645-0. https://jyx.jyu.fi/bitstream/handle/123456789/25579/9789513940935.pdf?sequence=1&isAllowed=y (PhD Thesis).

- Kuronen, Mikko (1997). Vokaluttalets akustik i sverigesvenska, finlanssvenska och finska. Tammerfors universitet. https://finna.fi/Record/trepo.10024_76598 (Lisensiat Thesis).

- Kuronen, Mikko (1995). Vokaluttalet i sverigessvenska och finlandssvenska. Helsingfors universitet. https://finna.fi/Record/helka.9912829093506253.

- Kuronen, Mikko (1993). Om morfologiskt komplexa ords prosodi i rikssvenska och finlands-svenska – en kontrastiv studie. Tammerfors universitet. https://finna.fi/Record/trepo.10024_86092 (Master Thesis).

## Böcker
- Kuronen, Mikko; Leinonen, Kari (2011). Historiska och nya perspektiv på svenskan i Finland. Juvenes Print. ISBN 978-952-5657-07-4. https://www.worldcat.org/search?q=bn%3A9789525657074.

- Kuronen, Mikko; Leinonen, Kari (2011). Svensk uttalsordbok. Juvenes Print. ISBN 978-952-5657-08-1. https://finna.fi/Record/uef.9911184203705966.

- Kuronen, Mikko; Leinonen, Kari (2010). Svenskt uttal för finskspråkiga – Teori och övningar i finlandssvenskt och rikssvenskt uttal. Skrifter utgivna av Svenska litteratursällskapet i Finland (860). Helsingfors: SLS. https://finna.fi/Record/3amk.245221.[5]

- Kautonen, Maria; Kuronen, Mikko (2021). Uttalsinlärning med fokus på svenska.. Skrifter utgivna av Svenska litteratursällskapet i Finland (860). Helsingfors: SLS. ISBN 978-951-583-550-5. https://www.sls.fi/sv/utgivning/uttalsinlarning-med-fokus-pa-svenska